# Carl Erxleben (Politiker, 1815)
Carl Wilhelm Anton Erxleben (* 30. Dezember 1815 in Nordholz bei Cuxhaven; † 14. Februar 1882 in Aurich) war ein deutscher Politiker, Landdrost und Verwaltungsbeamter.

## Leben
Carl Erxleben wurde am 30. Dezember 1815 in Nordholz bei Cuxhaven als Sohn des Amtsmanns Julius Carl Friedrich Erxleben geboren, welcher in Achim bei Bremen und später in Osnabrück tätig war. Sein Bruder war der Rechtswissenschaftler Albrecht Erxleben. Carl Erxleben studierte bis Herbst 1837 Rechtswissenschaften an der Universität Göttingen. Während seines Studiums in Göttingen wurde er wie sein älterer Bruder Mitglied des Corps Hannovera und später auch des Corps Bremensia.
1848 wurde er Referent des Ministeriums des Inneren des Königreichs Hannover, wurde 1853 zum Regierungsrat erhoben und war Mitglied des Konsistoriums in Hannover. 1856 wurde er zum geheimen Regierungsrat befördert. Von 1858 bis 1862 war Erxleben Deputierter bei der 2. Kammer der Ständeversammlung des Königreichs Hannover für die Städte Aurich und Esens. Zudem war er bis 1867 Landdrost (Regierungspräsident) von Ostfriesland.